# Гізель (Німеччина)
Гізель (нім. Hisel) — селище в Німеччині, розташоване в землі Рейнланд-Пфальц. Входить до складу району Бітбург-Прюм. До січня 2018 року мало статус громади і було складовою частиною об'єднання громад Бітбургер-Ланд. Відтоді приєднане до громади Брімінген.
Площа — 2,13 км2. Населення становить 10 осіб (станом на 31 грудня 2015 року).

## Галерея

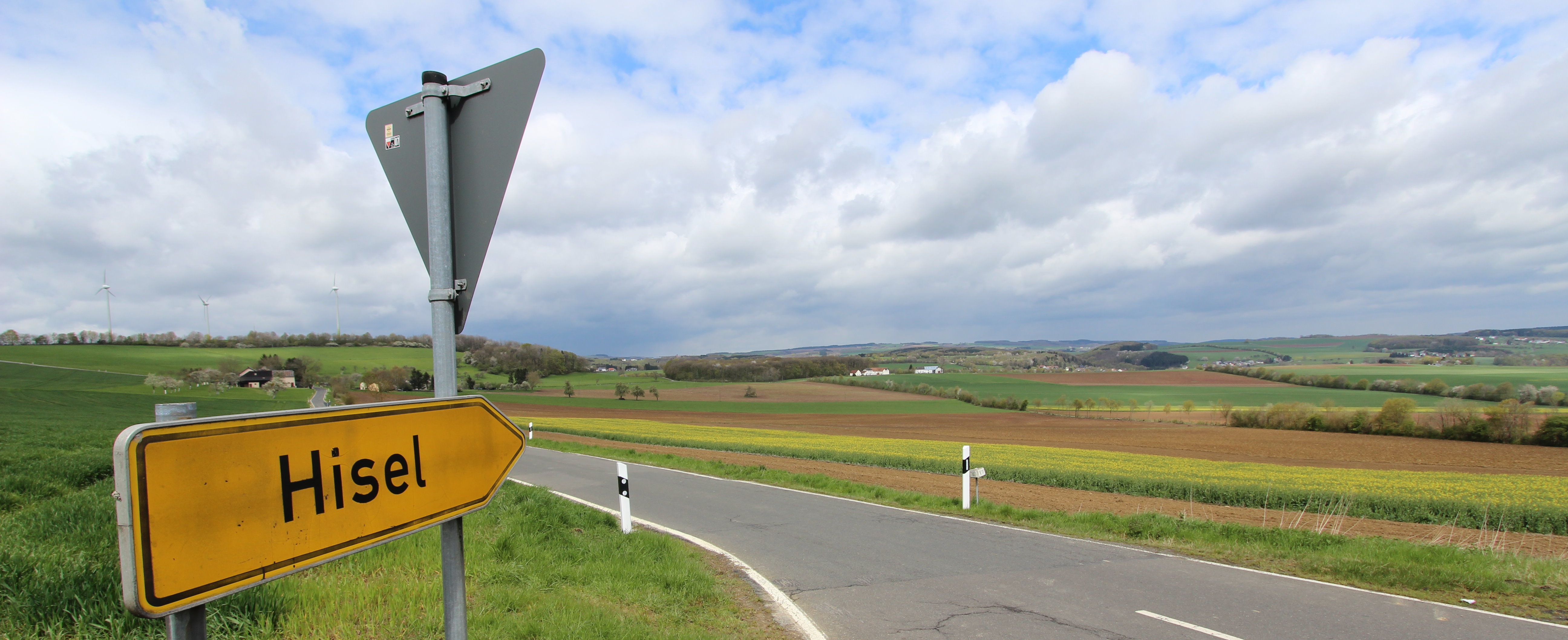
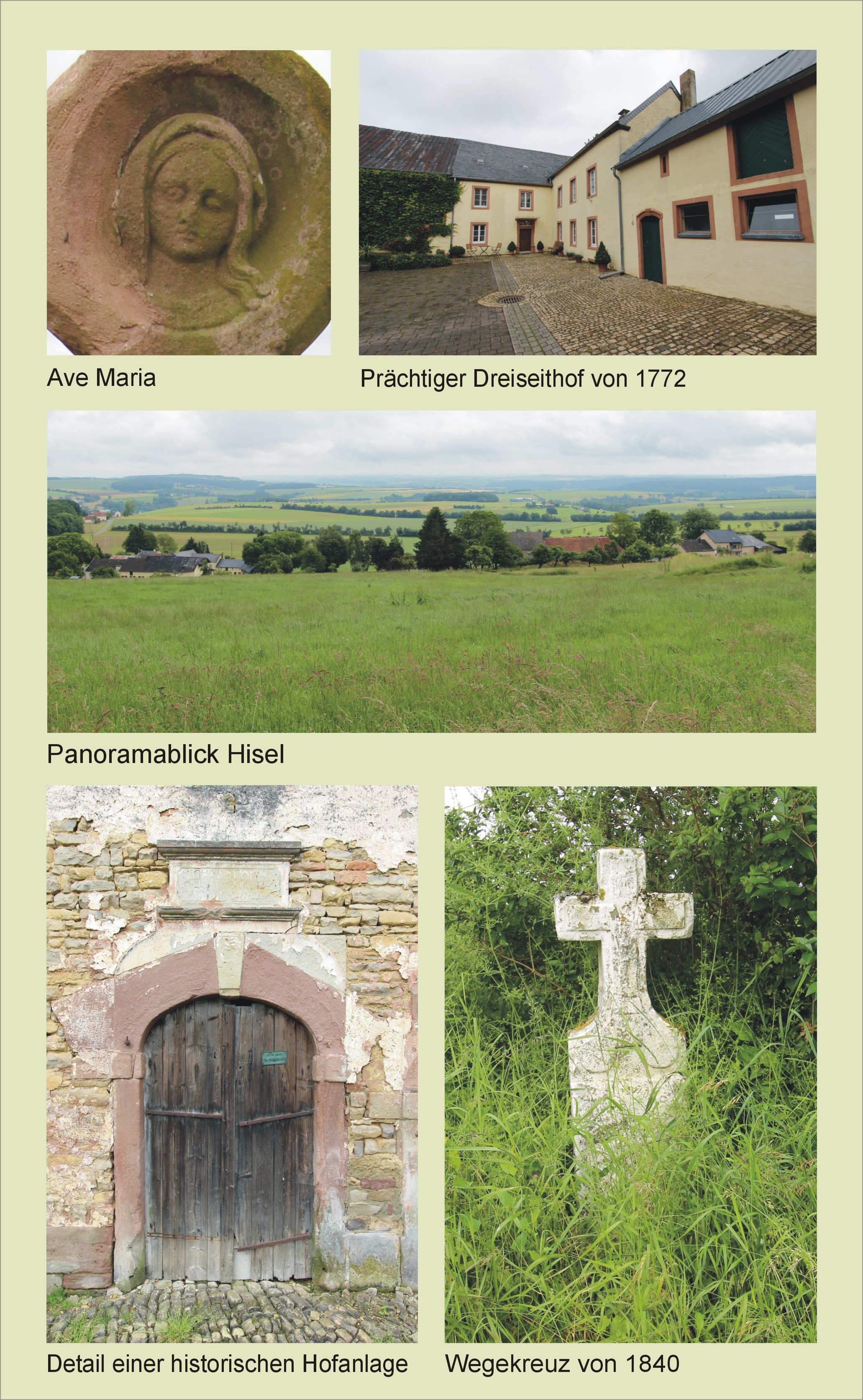